# Adrian Severin
Adrian Severin (né le 28 mars 1954 à Bucarest) est un homme politique roumain, membre du Parti social-démocrate.

## Biographie
Membre du Front de salut national, puis du Parti démocrate (qu'il quitte en avril 1999) et du Parti social-démocrate, il est ministre des Affaires étrangères du 12 décembre 1996 au 29 décembre 1997, dans le gouvernement de Victor Ciorbea. Il est député roumain de 1990 et de 1992 à 2007, date de sa démission.
En mars 2011, le Sunday Times révèle qu'il a proposé à plusieurs députés européens de les payer 100 000 euros par an en échange d’amendements qu’ils pourraient faire adopter. Adrian Severin fut un de ceux qui accepta le marché. L'hebdomadaire affirme avoir reçu un courriel adressé aux faux lobbyistes, disant : « Juste pour faire savoir que l’amendement que vous souhaitiez a été déposé à temps », ainsi qu'une facture de 12 000 euros pour « services de conseil ». Adrian Severin réfute les accusations de corruption et déclare que « toute l'histoire est une infamie sans fin ». Le Parlement européen ouvre une enquête interne sur les trois députés impliqués dans cette affaire. Il perd son mandat de député européen après les élections européennes de 2014.
Le 16 juillet 2012, la Direction nationale anticorruption roumaine (DNA) lance des poursuites à son encontre pour faux et usage de faux ayant causé un préjudice de plus de 430 000 euros au budget du Parlement européen. En février 2016, il est condamné pour corruption à trois ans et trois mois de prison ferme. Il annonce son intention de faire appel de cette décision.